# تارانت هینتون
تارانت هینتون (به انگلیسی: Tarrant Hinton) یک روستا و محله مدنی در بریتانیا است که در North Dorset واقع شده‌است. تارانت هینتون ۱۶۰ نفر جمعیت دارد.